# 束翅叉胸花蝽
束翅叉胸花蝽（学名：Amphiareus constrictus）为花蝽科叉胸花椿屬下的一个种。